# Harnisch (Heraldik)

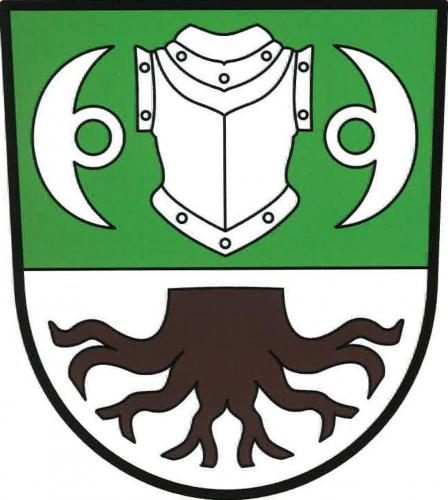
Harnisch im Wappen von Brnířov

Der Harnisch, Brustharnisch oder Panzer genannt, ist in der Heraldik eine gemeine Figur und sehr selten im Wappenschild. 
Dargestellt wird der metallene Brustschutz als Teil einer Kampfausrüstung.
Die Wappenfigur findet erst in der neueren Heraldik Anwendung im Wappen. Der Harnisch kommt im Wappen des hessischen Adels von Harnier (Silb. B. in Rot und halb rechtsgedreht) und in dem der geadelten preußischen Familie von Bockelberg (Gardekürassier) vor. Dieser Adel hatte im Schwarz/Silber schräggevierten Schild aufgelegt noch einen ganzen Kürassierrock (Jacke) unter dem Harnisch und zwei silberne Pistolen im Schildfuß.